# Max (musiker)
Shim Changmin (Hangul: 심창민, Hanja: 沈昌珉), född 18 februari 1988, även känd som Max, är en koreansk musiker och låt-skrivare. Mest känd för att vara en av de fem pojkarna i TVXQ.